# 神崎正英
神崎 正英（かんざき まさひで、1960年 - ）は、日本のセマンティック・ウェブ技術研究者。

## 来歴
三重県鈴鹿市に生まれる。三重県立津高等学校から京都大学文学部卒。大学では現代史を学ぶ。卒業後サントリーに入社し、横浜に移る。広報部勤務時代にコロンビア大学に留学、MBAを取得。その後、CSデジタル放送のJICを経て、1998年にゼノン・リミテッド・パートナーズを設立。
XHTML, CSS, RDF, OWLなどのウェブ標準技術を解説する記事、書籍を執筆している。2005年時点では、法政大学経営学部、慶應義塾大学文学部、京都精華大学人文学部、東京女子大学現代文化学部の講師にも携わる。また、アマチュアのコントラバス奏者でもあり、ロジャー・ノリントンの紹介でも知られる。

## 著書・訳書
- 『プロフェッショナル電子メール』（ハルアンドアーク、1999年）ISBN 4-939039-02-1
- 『ユニバーサルHTML/XHTML』（毎日コミュニケーションズ、2000年）ISBN 4-8399-0454-5
- 『セマンティック・ウェブのための RDF/OWL入門』（森北出版、2004年）ISBN 4-627-82931-0
- 『セオリー・オブ・スタイルシート』（技術評論社編集部・編、2006年）ISBN 4-7741-2783-3
- 『セマンティック HTML/XHTML』（毎日コミュニケーションズ、2009年）ISBN 4-8399-3195-X
- 『グーテンベルクからグーグルへ--文学テキストのデジタル化と編集文献学』（共訳・慶應義塾大学出版会、2009年）ISBN 978-4-7664-1671-8
- 『人文学と電子編集 - デジタル・アーカイヴの理論と実践』（共訳・慶應義塾大学出版会、2011年）ISBN 978-4766417746